# قزل-عسکر (شهرستان چوی)
قزل-عسکر (به لاتین: Kyzyl-Asker) یک منطقهٔ مسکونی در قرقیزستان است که در شهرستان چوی واقع شده‌است. قزل-عسکر ۵۳۴ نفر جمعیت دارد.